# 陳思瑋
陳思瑋（1982年11月13日—），台灣歌手，兼唱華語及臺語流行歌手。2013年於《Super Star 我要當歌手》節目發行單曲資格，隨後發行單曲《木頭》出道，現為白冰冰旗下「冰冰家族」一員。

## 經歷
陳思瑋從小父母離異，由爺爺奶奶帶大。陳思瑋一邊做著木工，一邊參加各種歌唱比賽尋找夢想。2013年9月《Super Star 我要當歌手》節目累積獎金達到$90,000，獲得發行單曲資格，隨後發行單曲《木頭》出道，於2016年由音樂製作人榊一生Doc Eason為其量身打造，在豐華唱片發行首張個人專輯《你 這傢伙》。之後轉而回頭重拾裝修工程的工作，2015年與圈外人結婚，於2016年7月誕生一女。2018年於《台灣那麼旺》節目衛冕20關，2020年2月在《我愛冰冰Show》節目由白冰冰發掘，簽約成為「冰冰家族」一員。

## 音樂作品

### 華語專輯
|    | 專輯名稱      | 唱片公司 | 發行日期       | 曲目 |
| 1. | 《你 這傢伙》 | 豐華唱片 | 2016年12月23日 | 歌名 1. 開場：飛機起飛了吧 2. 你 這傢伙 3. 第一次失戀就上手 4. 活到了這年頭 5. 小寶貝 6. 劉姥姥進大觀園 7. 愛情湯味 8. 妳 一切都好嗎 9. 謝幕：真心英雄 |

### 華語單曲
|    | 單曲名稱         | 唱片公司     | 發行日期      |
| 1. | 《木頭》         | 亞神音樂     | 2013年12月6日 |
| 2. | 《紐約不像紐約》 | 哈比超人音樂 | 2022年3月15日 |

### 臺語專輯
|    | 專輯名稱       | 唱片公司 | 發行日期     | 曲目 |
| 1. | 《道上》       | 獨立發行 | 2020年8月5日 | 歌名 1. 道上 2. 愛情，我不懂 3. 宿命 4. 幸福其實很簡單 5. 道上（Kala） 6. 愛情，我不懂（Kala） 7. 宿命（Kala） 8. 幸福其實很簡單（Kala） |
| 2. | 《決定拼到底》 | 禾廣娛樂 | 2025年7月2日 | 歌名 1. 決定拼到底 2. 道上 3. 愛情，我不懂 4. 幸福很簡單 5. 因為有你 6. 宿命                                                             |

### 主題曲
| 年份   | 劇名                                 | 種類   | 歌名                 |
| ------ | ------------------------------------ | ------ | -------------------- |
| 2020年 | 三立電視週五台灣好戲《白鷺鷥的願望》 | 片尾曲 | 〈道上〉             |
| 2020年 | 三立電視八點檔《炮仔聲》             | 片尾曲 | 〈宿命〉feat. 白冰冰 |
| 2025年 | 民視八點檔《好運來》                 | 片頭曲 | 〈決定拼到底〉       |

## 電視劇
| 年份   | 劇名       | 角色   | 備註 |
| ------ | ---------- | ------ | ---- |
| 2025年 | 《天知道》 | 陳正義 |      |

## 外部連結
- 木工歌手 陳思瑋的Facebook專頁